# چارلز ویرگمن

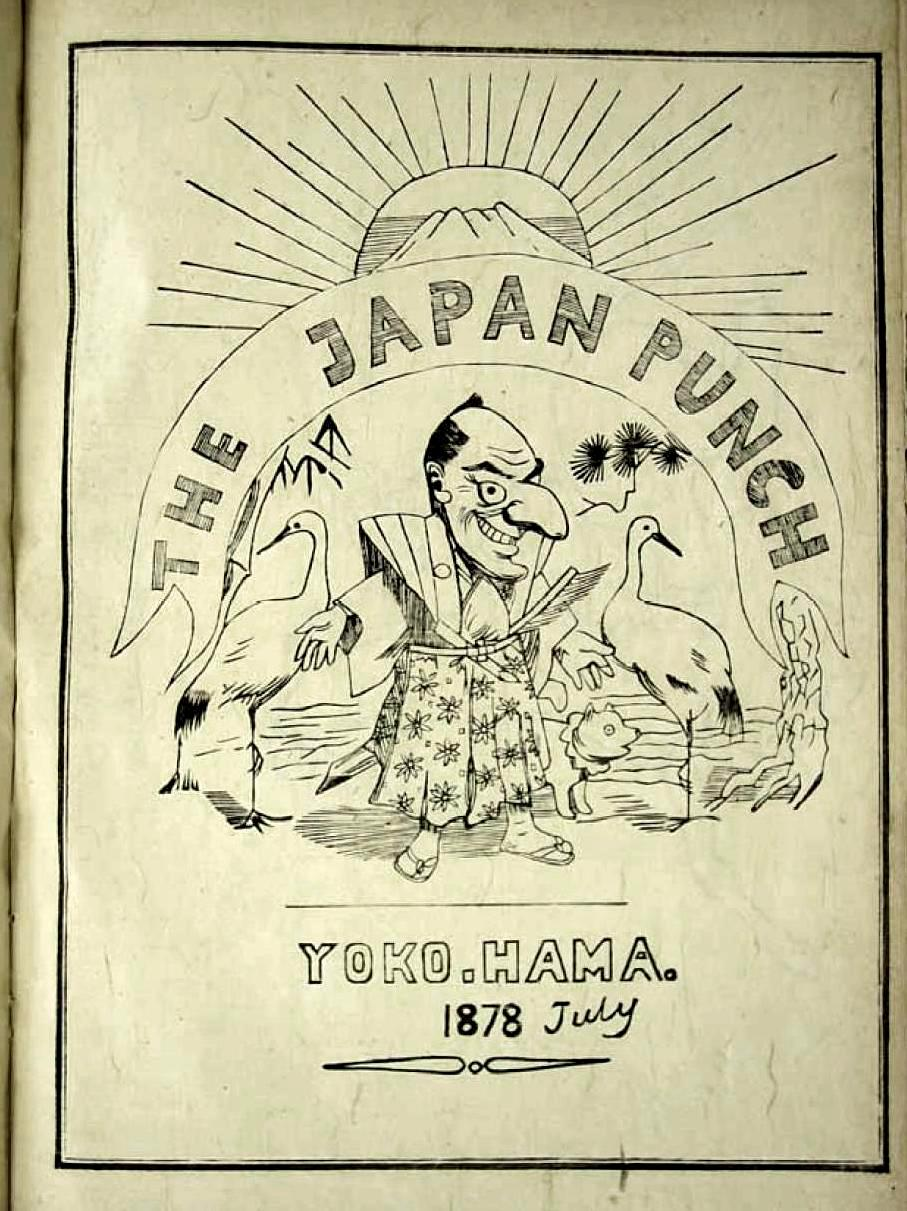
روی جلد ژاپن پانچ چاپ شده در ۱۸۷۸

چارلز ویرگمن (انگلیسی: Charles Wirgman) (۳۱ اوت ۱۸۳۲–۸ فوریه ۱۸۹۱) یک هنرمند و کارتونیست انگلیسی بود و خالق مجله ژاپن پانچ در دوره میجی در ژاپن بود.